# 岩崎工業
岩崎工業株式会社（いわさきこうぎょう、英: Iwasaki Industry INC.）は、奈良県大和郡山市高田町に本社を置く、合成樹脂による日用品の製造販売を行う化学工業メーカーである。
1934年（昭和9年）に中小企業の集合都市として知られる大阪府東大阪市で創業した。その後、奈良県大和郡山市に工場が竣工。2018年（平成30年）12月3日に本社を大和郡山市高田町へ移転した。三重県松阪市にも工場「三重プラント」が所在する。

## 会社概要
「ラストロウェア」（Lustroware）ブランドで、シールウェアを中心に、ガーデニング用品やダストボックスなど、プラスチック製家庭日用品の製造・販売を専業とする。その他、自動車用合成樹脂製品の製造や医療機器の製造販売も手掛けている。
「ラストロウェア」は同社のオリジナルブランドではなく、アイスクリーム「レディーボーデン」で知られるアメリカのボーデン社がかつて所有していたブランドである。
1968年（昭和43年）に岩崎工業がボーデン社と提携し、食品保存用プラスチック容器を「ラストロウェア」のブランドで発売した。1960年代当時の家庭用品業界においては、海外企業のライセンス使用による商品ブランド化はまだ珍しかった。ブランド名の "Lustro" は、ラテン語で「光り輝く、つやつやと光沢のある」を意味する "lustrum" に由来し、ロゴマークには "Lustro" と"ware" の間に星を描いて「星のごとく光り輝く製品」を表している。「ラストロウェア」ブランドで、キッチン用品をはじめ、風呂用品や清掃用品など水回り関連商品をラインナップし、ボーデン社が化成品事業から撤退した後は、アメリカのラバーメイド社と技術提携した。
岩崎工業では、現在も「ラストロウェア」ブランドの商品を製造・販売している。
1995年（平成7年）9月からは、ウォルト・ディズニー・エンタプライズ株式会社と商標権使用許諾契約を締結し、ディズニーキャラクター商品の製造・販売を開始していた。現在では、ウォルトディズニーとのライセンス契約は解消し、株式会社ソニークリエイティブプロダクツと「PEANUTS」の使用承諾権を締結し、商品の製造販売を行っている。
合成樹脂より質感が高くガラスより軽量で割れにくい、樹脂とガラスを融合した素材を開発し、製品の商品化を検討した。
「ラストロメディック」（Lustromedic ）岩崎工業株式会社が、家庭用品分野において長年培ってきたプラスチック成形技術のノウハウを活かし、今までにない発想の医療器具で全世界の人々が健康と幸福で満ち足りた社会を作り上げることを目的に立ち上げたブランドである。

## 本社・工場
- 本社：奈良県大和郡山市高田町421-2[1][2]
  - 大阪営業所、コントラクト販売課、海外販売部を併設[1]。
  - 最寄り駅はJR関西本線郡山駅・近鉄郡山駅。
  - 大和郡山市の奈良盆地に1960年代に開発された、奈良県最大の工業団地である昭和工業団地に工場を置いていた[6]。2018年（平成30年12月）工場を三重プラントに集約化した。
- 三重プラント：三重県松阪市広陽町10番地[1]
  - 松坂中核工業団地に所在[7]。
- その他、東京都台東区に東日本販売部、福岡市に営業所を置く[1]。

## 沿革
- 1934年（昭和9年）- 大阪府東大阪市において岩崎商店として創業[1]。
- 1950年（昭和25年）6月 - 合名会社岩崎工業を設立（のち合名会社岩崎へ商号変更）[1]。
- 1957年（昭和32年）11月 - 岩崎工業株式会社を設立[1]。
- 1967年（昭和42年）11月 - 奈良県大和郡山市額田部北町1216番地の5に工場用地を取得[1]。
- 1968年（昭和43年）9月 - 米ボーデン社とのライセンス提携により「ラストロウェア」ブランド商品の製造販売を開始[1]。
- 1983年（昭和58年）12月 - 通商産業省（当時）からJIS規格表示許可工場の指定を受ける[1]。
- 1993年（平成5年）9月 - 三重県松阪市広陽町の松坂中核工業団地[7]に三重プラントが竣工[1]。
- 2011年（平成23年）6月 - 三重プラントにおいて、ISO 9001品質マネジメントシステム認証を取得する[1]。
- 2015年（平成27年）1月 - 経済産業省近畿経済産業局が主催する「関西ものづくり新撰2015」に選定される[1]。
- 2016年（平成28年）5月 - 経済産業省と中小企業庁が主催する「はばたく中小企業・小規模事業者300社」に選定される[1]。
- 2017年（平成29年）12月 - 三重プラント敷地内に清浄度クラス1レベルのクリーンルームを増設[1]。
- 2018年（平成30年）12月3日 - 本社を奈良県大和郡山市高田町421-2へ移転[1][2][3]。
- 2019年（令和１年10月）管理医療機器販売業届出
- 2020年（令和2年12月）医療器具生産の一環として、米国規格 ASTM Level2準拠の医療用・一般用不織布三層マスクの生産設備を完成、製造を開始。
- 2020年（令和2年12月）三重プラントにて医療分野の国際マネジメント規格　ＩＳＯ１３４８５を取得